# Z35 (駆逐艦)
Z35はドイツ海軍の駆逐艦。1936B型。

## 艦歴
1941年2月17日発注。1941年6月6日起工。1942年10月2日進水。1943年9月22日就役。第6駆逐群に所属する。
1944年2月、レバルへ進出。フィンランド湾での機雷敷設に従事した。それからメーメル、リバウ、スウォルベ半島などのソ連軍に対し砲撃を行った。
1944年12月11日、エストニア沿岸へ機雷敷設実行のためZ35は駆逐艦Z36、Z43、ゴーテンハーフェンから出撃。ピラウから出撃した水雷艇T23、T28と合流し、機雷敷設場所へ向かった。12月12日、Z36とZ35が自軍の機雷原で触雷し、2隻とも沈没した。